# 林啟萬
林啟萬（英語：Chii-Wann Lin），美國凱斯西儲大學醫學工程博士博士，目前為國立臺灣大學醫學工程研究所教授、國立臺灣大學應用力學研究所教授、國立臺灣大學電機工程學系教授、工業技術研究院生醫與醫材研究所所長等數職。

## 現職
- 工業技術研究院生醫與醫材研究所所長（2017.04-迄今）[2][3]
- 國立臺灣大學台大工研院合設奈米研究中心主任（2014.10—迄今）。
- 國立臺灣大學醫學工程研究所教授（2006.09—迄今）。
- 國立臺灣大學應用力學研究所教授（2007.10—迄今）。
- 國立臺灣大學電機工程學系教授（2006.09—迄今）。
- 國立臺灣大學醫學院附設醫院醫學工程室兼任副研究員 （1996.08—迄今）。

## 榮譽
- 國際電機電子學會會員（1995-迄今）。
- 中華民國醫學工程學會永久會員（1993-迄今）。
- 亞洲化學感測器學會國際執委會主席（2013-2017）。
- 臺灣化學感測器協會理事長（2008-2010）。

## 研究領域
- 神經系統工程、醫用微感測元件與系統、醫療光電、醫療器材品質驗證系統。

## 外部連結
- 台大應力所林啟萬教授（與醫工所合聘）網頁